# Ramón Febre
Ramón Febre (Victoria, Argentina, 1830-Paraná, Argentina, 1902) fue un abogado y político argentino. Entre 1875 y 1879 se desempeñó como Gobernador de la Provincia de Entre Ríos.

## Biografía
Cursó sus estudios de derecho en Córdoba y se recibió de abogado. 
En 1868 fue elegido legislador provincial por el muy débil Partido Unitario; al producirse el asesinato de Urquiza en 1870, fue uno de los dos únicos diputados que se opusieron a votar a Ricardo López Jordán para sucederlo. Huyó por poco tiempo de Paraná, regresando con las tropas invasoras del general Conesa. Quedó al mando del partido "liberal" de Entre Ríos y apoyó la guerra contra el gobernador legítimo. Al término de ésta, fue elegido diputado provincial y presidente de la legislatura, en unas elecciones en las que los federales estuvieron proscriptos y ni siquiera se les permitió votar.
Desde mediados de 1872 fue ministro de gobierno del gobernador Leonidas Echagüe y fue elegido gobernador en mayo de 1875. 
Fundó algunos pueblos, como Villa Rocamora, en el viejo campamento militar de Calá; y fundó también el Banco de la Provincia de Entre Ríos. En 1876 la provincia se vio envuelta en la tercera revolución de López Jordán, que fracasó sin ayuda.
El partido liberal perdió las elecciones de 1879 contra el coronel Antelo. Una persona nombrada casi a dedo por Roca, pero los entrerrianos no sentían ninguna simpatía por los unitarios y prefirieron a los autonomistas. Al terminar su mandato, fue elegido senador nacional, puesto que, durante muchos años, los conservadores tuvieron reservados para que los exgobernadores no molestaran. En el senado se hizo amigo del presidente Roca, pero su amistad no duró mucho. Se retiró de la política en 1888 y se dedicó a la explotación ganadera.
Murió en Paraná en agosto de 1902.